# Grüneberg (Fabrikantenfamilie)
Die Fabrikantenfamilie Grüneberg gehörte zu den bedeutendsten Unternehmerfamilien in Österreich-Ungarn. Im Jahre 1832 begannen sie in Preßburg mit der Produktion von Bürsten, die einen internationalen Bekanntheitsgrad erreichten.

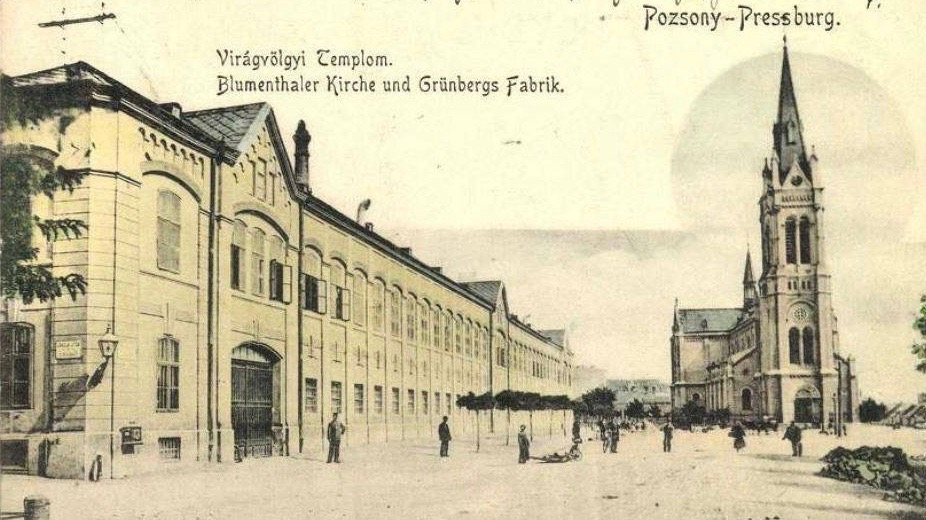
Die Bürstenfabrik Grüneberg in Preßburger Stadtviertel Blumenthal um das Jahr 1900. Rechts ist die Blumenthaler Kirche zu sehen.

## Familiengeschichte

### Herkunft und Anfänge
Der Gründer der evangelischen Familie Grüneberg in Preßburg war Friedrich Grüneberg, der sich im ersten Drittel des 18. Jahrhunderts in Preßburg niederließ und am 30. Januar 1731 hier heiratete. Er stammte aus Berlin und war Gärtner. Sein Sohn Johann Christoph Grüneberg betrieb als bürgerlicher Bürstenbindermeister das Gewerbe das in seinem Hause später als angestammtes Gewerbe in Blüte stehen sollte.
Den Übergang zum fabriksmäßigen Betrieb vollzog sich unter seinem Nachfolger Carl Christoph Grüneberg, der bereits 1832 eine eigene Werkstätte, mit mehreren Gehilfen, betrieb. Aber erst dessen Sohn Carl Johann Joseph Grüneberg war es, der die handwerklichen Grenzen hinter sich ließ und im Jahre 1866 den Betrieb auf Industrieniveau erhob.

### Carl Johann Joseph Grüneberg

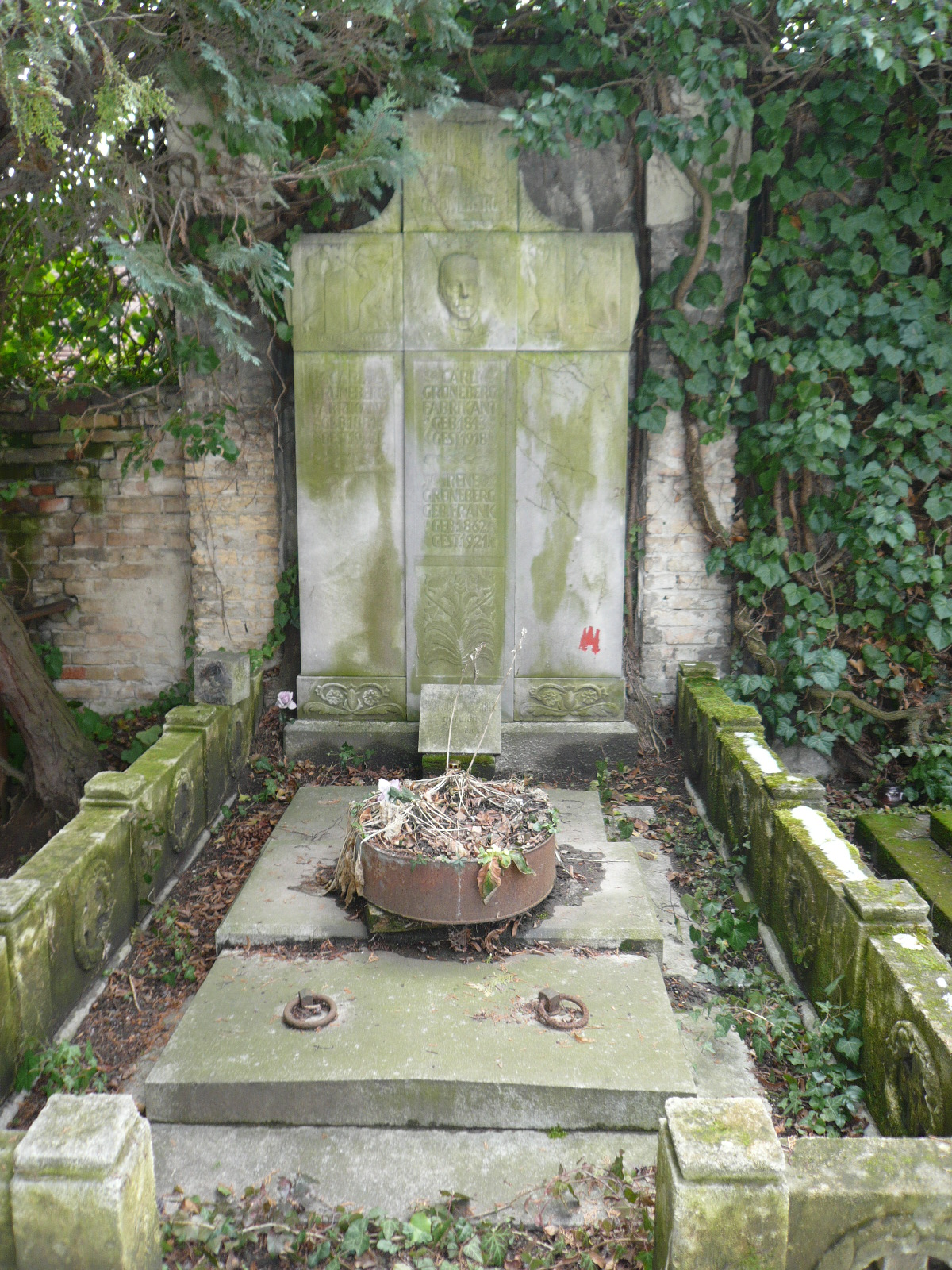
Grab von Carl Grüneberg und seiner Ehefrau Irene am Evangelischen Gaistor-Friedhof zu Preßburg (Aufnahme aus dem Jahre 2009)

Carl Johann Joseph Grüneberg (* 17. September 1843 in Preßburg, Königreich Ungarn; † 22. März 1918 ebd.) erlernte bei seinem Vater das Bürstenbinderhandwerk und trat nach den Wanderjahren in den väterlichen Betrieb ein. Er setzte seine im Ausland (u. a. in Philadelphia / USA) erworbenen Erkenntnisse in die Praxis um, indem er die Arbeitsteilung und weitgehend mit seinem jüngeren Bruder Friedrich Grüneberg eine maschinelle Fertigung einführte.
Carl Johann Joseph Grüneberg galt als Prototyp eines modernen Großindustriellen. Bereits im Jahre 1871 erwiesen sich die vorhandenen Werkstätten als zu klein und so wurde im Preßburger Stadtviertel Blumenthal neuer Baugrund erworben und die Werkstätten erweitert. Im Jahre 1873 wurden die Erzeugnisse der Bürstenfabrik bei der Weltausstellung in Wien mit der Goldmedaille ausgezeichnet. Im Jahre 1880 stellte Carl Grüneberg gemeinsam mit seinem zweiten Bruder Joseph Grüneberg die Firma auf modernsten Maschinenbetrieb um. Dadurch wurden Fabrikationsmethoden möglich, die man damals in Europa noch nicht kannte. Die Erzeugnisse erfreuten sich einer rasanten Nachfrage, so dass die Fabrikationsstätten dauernd erweitert werden mussten. Als 1885 die neue Fabrikanlage gegenüber der Blumenthaler Kirche gebaut wurde, gehörte diese zu den modernsten ihrer Art in ganz Österreich-Ungarn. Im Jahre 1891 betrug die Anzahl der Arbeiter und Angestellten bereits 600, so dass an einen Neubau der Fabrik gedacht werden musste. Die Firma musste sich entschließen, die inzwischen unzulänglichen, nur nacheinander gebauten Fabrikationsanlagen durch einen modernen Fabrikkomplex zu ersetzen. Dies wurde dann im Jahre 1902 nach nur sechs monatlicher Bauzeit auch durchgeführt. Es entstand der auch heute noch existierende zweistöckige Neubau, mit 120 m langen, Licht durchfluteten Arbeitssälen. Bei vielen Ausstellungen, aber ganz besonders bei der Millenniumsausstellung 1898 in Budapest wurden die Erzeugnisse der Firma mit höchsten Auszeichnungen bedacht. Die Firma Grüneberg stellte Bürsten jeglicher Art maschinell her. Die für die Produktion erforderlichen Maschinen wurden oft von Grüneberg selbst entworfen. Der Geschäftstüchtigkeit des Carl Johann Joseph Grüneberg ist es zu verdanken, dass seine Preßburger Erzeugnisse auf Weltniveau produziert werden konnten und in viele Länder Europas (ein wesentlicher Absatzmarkt war Großbritannien), aber auch nach Übersee, vor allem in die USA, exportiert wurden. Carl Grünberg erhielt im Jahre 1885 für seine Leistungen das Ritterkreuz des Franz-Joseph-Ordens.
Carl Joseph Grüneberg war ein Mann lautersten Charakters, welcher sich für seine Arbeiter und Angestellten fürsorglich einsetzte. Sein Rat wurde in Angelegenheiten des Handels und der Industrie gehört. Er gehörte auch dem Direktorium der Preßburger Allgemeinen Sparkassa A. G. an.
Carl Grünberg starb im Alter von 75 Jahren am 22. März 1918 in Preßburg und wurde am 24. März 1918 am Preßburger Gaistor-Friedhof bestattet. Die Leichenrede und Einsegnung wurde von Senior D. Carl Eugen Schmidt unter Assistenz der Pfarrer, D. Heinrich Pröhle, Adolf Okályi und Wilhelm Rátz vorgenommen. An der Bestattung nahmen rund 600 Personen darunter zahlreiche Prominenz der Stadt teil.

### Wilhelm Grüneberg
Im Jahre 1918 übernahm nach dem Tode seines Vaters Wilhelm Grüneberg (* 2. März 1884 in Preßburg, † 23. Oktober 1967 in Salzburg/Österreich) den Betrieb, welcher in der damaligen Zeit zu einem der größten Betriebe in der Donaumonarchie, mit 1000 Mitarbeitern, zählte. Die Spezialität des Hauses waren aber Zahnbürsten der Marke „Koh-I-Nor“, die ab 1903 hergestellt wurden und in der ganzen Welt begehrt waren. Für die Fabrikation dieser Besonderheit des Betriebes entwarf Wilhelm den ersten Automaten der Fabrik. Wilhelm war ein sehr geschäftstüchtiger Mann, er richtete Filialbetriebe im Ausland ein. So gründete er im Jahre 1935 in Ungarisch-Altenburg eine neue Fabrik, die sich bald zum Musterbetrieb entwickelte.
Die Familie Grüneberg gehörte zu den meist angesehenen Familien Preßburgs. Auch Wilhelm Grüneberg zeichnete als Fabrikant eine hohe soziale Verantwortung für seine Mitarbeiter aus. Trotz beruflicher Inanspruchnahme stellte er sich in den Dienst der Menschen und förderte tatkräftig zahlreiche kulturelle, karitative und gemeinnützige Projekte in seiner Vaterstadt. Als überzeugter Lutheraner war er viele Jahre hindurch Kurator des Diakonissenmutterhauses in Preßburg und seit 1924 war er Kircheninspektor der Deutschen Evangelischen Kirchengemeinde A.B. in Preßburg.
Im Jahre 1945 ging auch dieser Betrieb seinem Ende entgegen. Die Familie Grüneberg musste aus Preßburg flüchten bzw. wurde anhand der Beneš-Dekrete  vertrieben; Wilhelm Grünberg fand in österreichischen Salzburg eine neue Heimat, wo er 1967 starb.

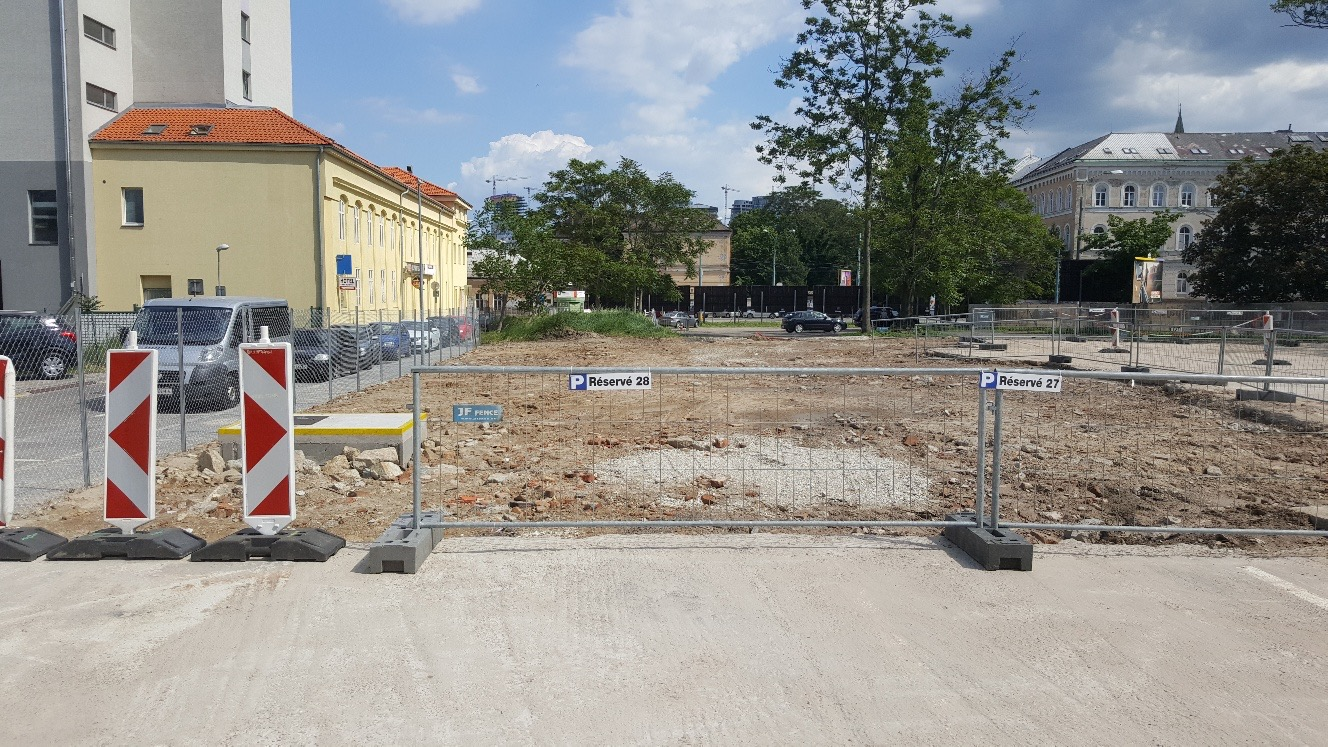
Die Seitenfassade (von der ehemaligen 'Schulgasse' aus gesehen) der ehemaligen Bürstenfabrik Grüneberg im Juni 2019; rechts im Hintergrund sind Teile des Landesspitals zu sehen.

Das Preßburger Werk wurde nach dem Ende des Zweiten Weltkrieges verstaatlicht. Die Fabrik vegetierte noch einige Jahre hindurch als staatliches Unternehmen („volkseigener Betrieb“), bis die Produktion gänzlich eingestellt wurde. Ab 2008 wurden die Fabriksgebäude nicht mehr nach ihrer ursprünglichen Bestimmung genutzt. Große Teile des Fabrikgeländes wurden abgerissen und durch Neubauten ersetzt.